# Анкалагон
Анкалагон или Анкалагон Черния е името на дракон от измислената Средна земя, описана в произведенията на фентъзи-писателя Джон Роналд Руел Толкин.
 Внимание:  Текстът по-долу разкрива сюжета на произведението (или части от него)!
Моргот създава и отглежда Анкалагон през първата епоха на Средната земя, за да се превърне в най-големия и могъщ от всички дракони. Той е и първия от крилатите огнедишащи дракони. Моргот пуска Анкалагон срещу Валарите в края на Войната на гнева. Драконът и армията, с която бил изпратен, успява да накара Валарите да отстъпят.
Еарендил с помощта на орела Торондор се изправя срещу дракона и след като се бие с него в продължение на цяло денонощие го побеждава. Посечен, Анкалагон пада върху планините Тангородрим и ги унищожава. След смъртта на най-могъщия си защитник Моргот скоро е победен от Валарите
Анкалагон е описан като толкова голям, че напълно засенчвал слънцето. По-късно Гандалф казва, че огненият дъх на Анкалагон е по-горещ от този на всички други дракони, но дори той не би могъл да унищожи Единствения пръстен.